# منير علي الجنزوري
منير علي الجنزوري دكتور وكاتب وباحث مصري وأستاذ في بيولوجيا الخلية في كلية العلوم بجامعة عين شمس. الجنزوري صاحب عدة مؤلفات ودراسات في المجال منها «الجينات وبيولوجيا الأمراض الوراثية» و«الثقافة العلمية ضرورة لتطوير المجتمع ومعايشة العصر».

## المشوار العلمي والمهني
شغل الجنزوري منصب خبير في مجمع اللغة العربية بالقاهرة. كما شغل عدة مناصب في عضوية لجان علمية وترقيات. درس في 12 كلية جامعية مصرية، كما درس في الجامعة الأمريكية بالقاهرة. كما ترأس قسم علم الحيوان بالكلية في الفترة ما بين 2001 و2004.
حكَّم في عددٍ من الجوائز مثل جوائز الدولة التشجيعية وجوائز الدولة للتفوُّق في مجال العلوم التكنولوجية والعلوم الأساسية. كما حكَّم في مؤلفاتٍ علميةٍ صدرت في دولة الكويت والمملكة الأردنية.

## الإصدارات
للجنزاوي عدة إصدارات فردية أو بالتشارك منها :
- ترجمة «المملكة الحيوانية: مقدمة قصيرة جدا» للمؤلف Peter Holland.
- «الجينات وبيولوجيا الأمراض الوراثية» نشر 2008
- «الثقافة العلمية ضرورة لتطوير المجتمع ومعايشة العصر» نشر 2013
- «الاستنساخ القصة كاملة»
- «نحن والعلوم البيولوجية في مطلع القرن الحادى والعشرين - الجزء الأول» نشر 2010
- «نحن والعلوم البيولوجية في مطلع القرن الحادي والعشرين الجزء الثاني» نشر 2010
- «أسس كيمياء الأنسجة» بالتشارك مع محمود أحمد البنهاوي وفهمي إبراهيم خطاب

بالعموم ألف أو شارك في تأليف 11 كتابًا في الثقافة العلمية و34 كتابًا ذات خلفيةٍ علمية و5 كتب جامعية. كما ساهم في ترجمة عدد من الكتب والمقالات العلمية ومراجعة ترجماتٍ لمؤلَّفاتٍ علمية.

## الجوائز
نال عدة جوائز منها :
- الجائزة التقديرية لجامعة عين شمس لعام 2011.
- جائزة الدولة التشجيعية في الثقافة العلمية لعام 2009.
- جائزة أحسن كتاب في التطبيقات العلمية في عام 1998.
- شهادة تقديرٍ في أدب الطفل عام 1999.
- جائزة أكاديمية البحث العلمي والتكنولوجيا عام 2001 في تبسيط العلوم.
- جائزة اللواء الدكتور أحمد أنور زهران عام 2004 في مجال الثقافة العلمية من أكاديمية البحث العلمي والتكنولوجيا.